# Johan Tobias Sergel
Johan Tobias Sergel, też Sergell (ur. 7 września 1740 w Sztokholmie, zm. 26 lutego 1814 tamże) – szwedzki rzeźbiarz, malarz i rysownik.

## Życiorys
Ukończył studia w Paryżu, następnie udał się do Rzymu, gdzie pozostawał przez dwanaście lat. W Rzymie wykonał w marmurze wiele rzeźb o tematyce mitologicznej. W międzyczasie na zamówienie Pierre’a Huberta L’Archevêque wyrzeźbił pomnik Gustawa III, który został odlany w brązie i w 1796 roku zakupiony przez władze Sztokholmu. Obecnie znajduje się na „Gustav Adolf torg” w Sztokholmie. Sergel stworzył cykl rzeźb znanych pod wspólną nazwą Historia, które przedstawiają osiągnięcia króla szwedzkiego Gustawa II Adolfa.
W 1779 powrócił do Szwecji i został nadwornym rzeźbiarzem, którego zadaniem było rzeźbienie dla pałacu królewskiego. W 1786 roku założył swoją pracownię w centrum Sztokholmu oraz przewodniczył wówczas założonej szwedzkiej Akademii Sztuk Pięknych.
Do jego najwybitniejszych dzieł należy zaliczyć nagrobek Gustawa I Wazy, pomnik Kartezjusza oraz rzeźbę ołtarzową w sztokholmskim kościele Adolfa Fryderyka („Adolf Fredriks Kyrka”).
Należał do szwedzkiej elity. Był postacią barwną i kontrowersyjną. Żył w nieformalnym związku z aktorką, a wiele z jego rzeźb było jak na ówczesne czasy wyjątkowo śmiałych.
W historii Szwecji zajmuje ważne miejsce, czego dowodem jest nazwanie jego imieniem m.in. centralnego placu w Sztokholmie (plac Sergela) oraz ulicy (Sergelgatan), którą wytyczono po roku 1950 w miejscu jego dawnego zamieszkania.

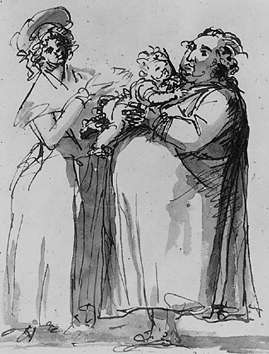
Autoportret z rodziną
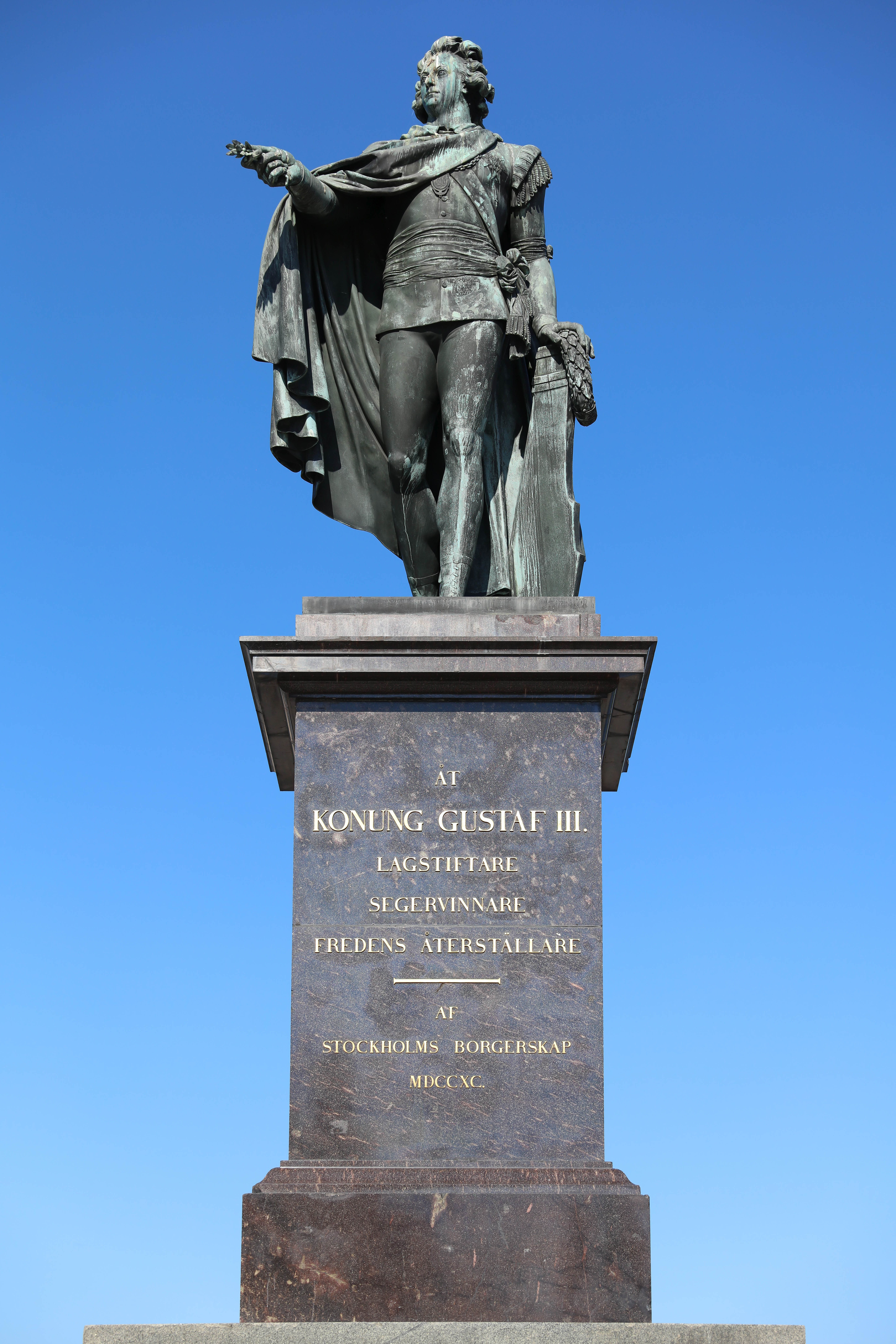
Pomnik Gustawa III